# Томас, Тайрус
Та́йрус Уэйн То́мас (англ. Tyrus Wayne Thomas; 17 августа 1986 года, Батон-Руж, штат Луизиана) — американский профессиональный баскетболист, в последнее время выступавший за немецкую команду «Айсберен Бремерхафен». Играет на позиции тяжёлого и лёгкого форварда.

## Школа и университет
Тайрус Томас учился в высшей школе Маккинли в городе Батон-Руж, где выступал за местную баскетбольную команду. За три года, в начале выпускного класса Тайрус вырос на 24 см и начал играть на позиции тяжёлого форварда команды. В нём Томас набирал 16 очков и делал 12 подборов и 6 блок-шотов в среднем за игру.
После этого он поступил в университет штата Луизиана, в котором проучился два года до подачи своей кандидатуры на драфт 2006 года. В первом сезоне в университетскую команде, юный баскетболист завоевал звание «Новичок Южно-Восточной конференции». По итогам сезона NCAA 2005/06 Тайрус, набирая в среднем 12,3 очка и делая 9,2 подбора и 3,1 блок-шота за матч, попал в разные символические сборные студенческого спорта и со второго курса подал заявку на грядущий драфт НБА.

## Карьера в НБА

### Чикаго Буллз
На драфте 2006 года Томаса выбирают «Портленд Трэйл Блэйзерс» под четвёртым общим номером, однако сразу же обменивают его вместе с Виктором Хряпой на второго номера этого же драфта Ламаркуса Олдриджа в «Чикаго Буллз». В первом своём сезоне в НБА игрок выбирается на Конкурс бросков сверху НБА 2007 года, а по итогам него включается во вторую Сборную новичков НБА. Чикаго же впервые за последние несколько лет выходит в серию плей-офф Восточной конференции. Уже со следующего сезона начинает включаться в стартовую пятёрку «Буллз» и повышать свою результативность. А сезон 2008/09 стал наиболее успешним в картере Томаса — 10,8 очка, 6,5 подбора и 1,9 блок-шота в среднем за игру, проводя по 27,5 минут на паркете за матч.
После травмы вначале сезона 2009/10, Тайрус Томас был обменян в «Шарлотт Бобкэтс» на Рональда Мюррея и Эйси Лоу.

### Шарлотт Бобкэтс
После половины сезона, в начале следующего, 12 июля 2010 года Тайрус Томас как неограниченный свободный агент подписывает пятилетнее соглашение стоимостью $40 млн с «Шарлотт Бобкэтс».
В межсезонье 2013 года «Бобкэтс» списали контракт Томаса по правилу амнистии.

## Статистика

### Статистика в НБА
| Сезон                                                                                    | Команда | Регулярный сезон | Регулярный сезон | Регулярный сезон | Регулярный сезон | Регулярный сезон | Регулярный сезон | Регулярный сезон | Регулярный сезон | Регулярный сезон | Регулярный сезон | Регулярный сезон | Серия плей-офф | Серия плей-офф | Серия плей-офф | Серия плей-офф | Серия плей-офф | Серия плей-офф | Серия плей-офф | Серия плей-офф | Серия плей-офф | Серия плей-офф | Серия плей-офф |
| Сезон                                                                                    | Команда | GP               | GS               | MPG              | FG%              | 3P%              | FT%              | RPG              | APG              | SPG              | BPG              | PPG              | GP             | GS             | MPG            | FG%            | 3P%            | FT%            | RPG            | APG            | SPG            | BPG            | PPG            |
| ---------------------------------------------------------------------------------------- | ------- | ---------------- | ---------------- | ---------------- | ---------------- | ---------------- | ---------------- | ---------------- | ---------------- | ---------------- | ---------------- | ---------------- | -------------- | -------------- | -------------- | -------------- | -------------- | -------------- | -------------- | -------------- | -------------- | -------------- | -------------- |
| 2006/07                                                                                  | Чикаго  | 72               | 4                | 13,4             | 47,5             | 0,0              | 60,6             | 3,7              | 0,6              | 0,6              | 1,1              | 5,2              | 10             | 0              | 12,2           | 39,0           | -              | 63,3           | 3,4            | 0,6            | 1,0            | 0,5            | 5,1            |
| 2007/08                                                                                  | Чикаго  | 74               | 27               | 18,0             | 42,3             | 16,7             | 74,1             | 4,6              | 1,2              | 0,6              | 1,0              | 6,8              | Не участвовал  | Не участвовал  | Не участвовал  | Не участвовал  | Не участвовал  | Не участвовал  | Не участвовал  | Не участвовал  | Не участвовал  | Не участвовал  | Не участвовал  |
| 2008/09                                                                                  | Чикаго  | 79               | 61               | 27,5             | 45,1             | 33,3             | 78,3             | 6,4              | 1,0              | 1,2              | 1,9              | 10,8             | 7              | 7              | 27,9           | 43,8           | 0,0            | 78,6           | 6,3            | 0,9            | 1,0            | 2,9            | 9,6            |
| 2009/10                                                                                  | Чикаго  | 29               | 3                | 23,4             | 48,3             | 0,0              | 64,4             | 6,3              | 1,1              | 1,4              | 1,7              | 8,8              | Не участвовал  | Не участвовал  | Не участвовал  | Не участвовал  | Не участвовал  | Не участвовал  | Не участвовал  | Не участвовал  | Не участвовал  | Не участвовал  | Не участвовал  |
| 2009/10                                                                                  | Шарлотт | 25               | 0                | 21,7             | 44,2             | 0,0              | 72,9             | 6,1              | 0,9              | 0,9              | 1,5              | 10,1             | 4              | 0              | 16,9           | 62,5           | -              | 83,3           | 5,5            | 0,5            | 0,5            | 0,5            | 8,8            |
| 2010/11                                                                                  | Шарлотт | 41               | 2                | 21,0             | 47,1             | 0,0              | 78,7             | 5,5              | 0,7              | 0,7              | 1,6              | 10,2             | Не участвовал  | Не участвовал  | Не участвовал  | Не участвовал  | Не участвовал  | Не участвовал  | Не участвовал  | Не участвовал  | Не участвовал  | Не участвовал  | Не участвовал  |
| 2011/12                                                                                  | Шарлотт | 54               | 30               | 18,8             | 36,7             | 33,3             | 75,9             | 3,7              | 0,6              | 0,7              | 1,1              | 5,6              | Не участвовал  | Не участвовал  | Не участвовал  | Не участвовал  | Не участвовал  | Не участвовал  | Не участвовал  | Не участвовал  | Не участвовал  | Не участвовал  | Не участвовал  |
| 2012/13                                                                                  | Шарлотт | 26               | 2                | 13,8             | 35,3             | 37,5             | 83,9             | 2,3              | 0,7              | 0,5              | 0,6              | 4,8              | Не участвовал  | Не участвовал  | Не участвовал  | Не участвовал  | Не участвовал  | Не участвовал  | Не участвовал  | Не участвовал  | Не участвовал  | Не участвовал  | Не участвовал  |
| 2014/15                                                                                  | Мемфис  | 2                | 0                | 3,3              | 100,0            | -                | 100,0            | 0,0              | 0,5              | 0,0              | 0,0              | 2,0              | Не участвовал  | Не участвовал  | Не участвовал  | Не участвовал  | Не участвовал  | Не участвовал  | Не участвовал  | Не участвовал  | Не участвовал  | Не участвовал  | Не участвовал  |
|                                                                                          | Всего   | 402              | 129              | 19,7             | 43,8             | 23,5             | 73,2             | 4,8              | 0,9              | 0,8              | 1,3              | 7,7              | 21             | 7              | 18,3           | 45,7           | 0,0            | 70,0           | 4,8            | 0,7            | 0,9            | 1,3            | 7,3            |
| Наведите курсор мыши на аббревиатуры в заголовке таблицы, чтобы прочесть их расшифровку. |         |                  |                  |                  |                  |                  |                  |                  |                  |                  |                  |                  |                |                |                |                |                |                |                |                |                |                |                |

### Статистика в Д-Лиге
| Сезон                                                                                    | Команда | Регулярный сезон | Регулярный сезон | Регулярный сезон | Регулярный сезон | Регулярный сезон | Регулярный сезон | Регулярный сезон | Регулярный сезон | Регулярный сезон | Регулярный сезон | Регулярный сезон | Серия плей-офф | Серия плей-офф | Серия плей-офф | Серия плей-офф | Серия плей-офф | Серия плей-офф | Серия плей-офф | Серия плей-офф | Серия плей-офф | Серия плей-офф | Серия плей-офф |
| Сезон                                                                                    | Команда | GP               | GS               | MPG              | FG%              | 3P%              | FT%              | RPG              | APG              | SPG              | BPG              | PPG              | GP             | GS             | MPG            | FG%            | 3P%            | FT%            | RPG            | APG            | SPG            | BPG            | PPG            |
| ---------------------------------------------------------------------------------------- | ------- | ---------------- | ---------------- | ---------------- | ---------------- | ---------------- | ---------------- | ---------------- | ---------------- | ---------------- | ---------------- | ---------------- | -------------- | -------------- | -------------- | -------------- | -------------- | -------------- | -------------- | -------------- | -------------- | -------------- | -------------- |
| 2014/15                                                                                  | Айова   | 16               | 2                | 18,7             | 34,0             | 9,5              | 62,5             | 4,1              | 0,8              | 0,6              | 1,1              | 5,6              | Не участвовал  | Не участвовал  | Не участвовал  | Не участвовал  | Не участвовал  | Не участвовал  | Не участвовал  | Не участвовал  | Не участвовал  | Не участвовал  | Не участвовал  |
|                                                                                          | Всего   | 16               | 2                | 18,7             | 34,0             | 9,5              | 62,5             | 4,1              | 0,8              | 0,6              | 1,1              | 5,6              | Не участвовал  | Не участвовал  | Не участвовал  | Не участвовал  | Не участвовал  | Не участвовал  | Не участвовал  | Не участвовал  | Не участвовал  | Не участвовал  | Не участвовал  |
| Наведите курсор мыши на аббревиатуры в заголовке таблицы, чтобы прочесть их расшифровку. |         |                  |                  |                  |                  |                  |                  |                  |                  |                  |                  |                  |                |                |                |                |                |                |                |                |                |                |                |

### Статистика в колледже
| Сезон                                                                                   | Команда | GP | GS | MPG  | FG%  | 3P%   | FT%  | RPG | APG | SPG | BPG | PPG  |  |
| --------------------------------------------------------------------------------------- | ------- | -- | -- | ---- | ---- | ----- | ---- | --- | --- | --- | --- | ---- |  |
| 2005/06                                                                                 | ЛСЮ     | 32 | 22 | 25,9 | 60,8 | 100,0 | 65,7 | 9,3 | 1,3 | 1,0 | 3,1 | 12,3 |  |
|                                                                                         | Всего   | 32 | 22 | 25,9 | 60,8 | 100,0 | 65,7 | 9,3 | 1,3 | 1,0 | 3,1 | 12,3 |  |
| Наведите курсор мыши на аббревиатуры в заголовке таблицы, чтобы прочесть их расшифровку |         |    |    |      |      |       |      |     |     |     |     |      |  |

### Статистика в других лигах
| Сезон                                                                                   | Команда     | Лига               | GP | GS | MPG  | FG%  | 3P%  | FT%  | RPG | APG | SPG | BPG | PPG |  |
| 2015/16                                                                                 | Бремерхафен | Чемпионат Германии | 15 | 6  | 16,0 | 26,9 | 16,7 | 57,1 | 3,4 | 1,1 | 0,4 | 1,1 | 3,6 |  |
|                                                                                         |             | Всего              | 15 | 6  | 16,0 | 26,9 | 16,7 | 57,1 | 3,4 | 1,1 | 0,4 | 1,1 | 3,6 |  |
| Наведите курсор мыши на аббревиатуры в заголовке таблицы, чтобы прочесть их расшифровку |             |                    |    |    |      |      |      |      |     |     |     |     |     |  |